# L'Amour titan
Albums de Antoine Tomé
Innocence
(1979) Farniente
(1982)
L'Amour titan, de son titre complet L'Amour titan - Histoire du soleil et divagations autour de la Lune, Tome 1, est un album d'Antoine Tomé paru en 1981.

## Liste des titres
Tous les titres sont écrits, composés et arrangés par Antoine Tomé.
Face A
| No | Titre                    | Durée |
| -- | ------------------------ | ----- |
| 1. | L'Amour titan            | 3:09  |
| 2. | Bouquet                  | 3:14  |
| 3. | À la gloire de l'automne | 3:10  |
| 4. | Toi, tout habillé d'or   | 2:07  |
| 5. | Cavalier                 | 5:13  |

Face B
| No  | Titre                               | Durée |
| --- | ----------------------------------- | ----- |
| 6.  | Matin                               | 5:11  |
| 7.  | Clown, il était                     | 3:19  |
| 8.  | Elle danse, et parfois quelqu'un... | 3:40  |
| 9.  | Le Chant du corbeau                 | 3:24  |
| 10. | Des voyages ? Tu en fis...          | 2:42  |

## Musiciens
- Antoine Tomé : chant, chœurs, guitare trois cordes
- Roland Bochot : batterie
- Loy Ehrlich : piano, basse africaine, tablas, mélodica sanza
- Jean-Jacques Hertz : guitares électriques et acoustiques
- Alain Mastane : guitares électriques et acoustiques (piste 1 et 10)
- Dominique Pizzinat : Percussion
- Marino Zepellinni : saxophone
- Horacio Crego : clarinette basse, flûtes
- Natalie Savary, Isabelle Cyeren, Patricia Fromentin : chœurs

L'enregistrement du disque s'est déroulé sous la houlette de Bruno Lambert et Bruno Permanne. Il a été mixé au Studio Plus 30 par Claude Sahakian.